# Karl Ludloff
Karl Rudolf Ludloff (* 7. Juni 1864 in Gundersleben; † 26. September 1945 in Frankfurt am Main) war ein deutscher Orthopäde, Chirurg und Hochschullehrer.

## Leben
Karl Rudolf Ludloff war ältester Sohn von Friedrich Ludloff (* 1838) und Johanna Caroline Julie Klöppel (* 1840). Er studierte Medizin in Jena, Würzburg, München und Straßburg. Seit 1886 gehörte er der Jenaischen Burschenschaft Germania an. 1894 schloss er seine Promotion ab und ging als Oberarzt nach Königsberg und Breslau. 1900 habilitierte er in Königsberg.
1906 wurde er am Universitätsklinikum in Breslau zum Honorarprofessor und dort 1913 zum ordentlichen Professor für Orthopädie und Leiter der Orthopädischen Abteilung der chirurgischen Universitätsklinik in Breslau ernannt. Ab 1914 war er Lehrstuhlinhaber in Frankfurt am Main. 1919 wurde er dort ordentlicher Professor für orthopädische Chirurgie und Direktor der orthopädischen Klinik Friedrichsheim, eine Stellung, die er bis 1930 innehatte.
Er war mit Margarete Litten (* 1877), eine Schwester von Fritz Litten, verheiratet und hatte einen Sohn (Hanfried (1899–1987)). 1937 wurde Ludloff wegen dieser Ehe mit Margarete Litten, die jüdischen Glaubens war, aus dem Personal- und Vorlesungsverzeichnis der Universität gestrichen.
In seiner Breslauer Zeit war Karl Ludloff häufiger Gast im Haus der Familie von Karl Bonhoeffer. Wie Karl Bonhoeffer festhält, hatte sich zwischen den Söhnen beider Männer eine Freundschaft ergeben.

## Korrespondenzen (Auswahl)
Ab 1906 führt Ludloff ausführlich Korrespondenz mit Lübbert Eiken Lübbers (Jurist, Syndikus der IHK), Christian Lülmann (Theologe), Edward William Lummis (Unitarian Minister und Hochschuldozent in Hull, Yorkshire), Robert Lutz, August Ludwig, Hans von Lüpke, Jakob Lüroth, Franz Lusensky und dem Verlag Mohr Siebeck Verlag, welche in der Staatsbibliothek zu Berlin archiviert ist.

## Bedeutung
Nach ihm sind u. a. folgende medizinische Fachbegriffe benannt:
- Ludloff-Fleck
- Ludloff-Hohmann-Zeichen
- Ludloffsche Operation
- Ludloff-Zeichen
- Ludloff-Zugang

## Veröffentlichungen (Auswahl)
- Zur operativen Behandlung der Darminvaginationen, Gustav Fischer, 1898
- Atlas klinisch wichtiger Röntgen-Photogramme, welche im Laufe der letzten 3 Jahre in d. kgl. chirurg. Univ.-Klinik zu Königsberg in Pr. aufgenommen wurden, A. Hirschwald, 1900
- Zur Pathogenese und Therapie der angeborenen Hüftgelenkluxation, Gustav Fischer, 1902
- Ueber Wachstum und Architektur der unteren Femurepiphyse und oberen Tibiaepiphyse. Ein Beitrag zur Röntgendiagnostik, Tübingen, 1903
- Chronische Entzündungen der Knochen: Chronische Gelenkentzündungen, Kontrakturen und Ankylosen. Chronische Entzündungen der Muskeln, Sehnen, Schleimbeutel, Faszien, Gustav Fischer 1914
- Absetzung und Auslösung von Arm und Bein: mit Rücksicht auf die Folgen, Verlag der H. Laupp’schen Buchhandlung, 1916